# Ajman Club
El Ajman Club (en árabe: نادي عجمان‎) es un equipo de fútbol de los Emiratos Árabes Unidos que juega en la Pro League de Emiratos Árabes Unidos, máxima categoría de fútbol en el país.

## Historia
Fue fundado el 5 de noviembre de 1974 en la ciudad de Ajman y sus mayores logros han sido a nivel de copa local, ya que han ganado tres títulos de copa local.
No fue hasta inicios del siglo XXI que el club participó en la Liga Árabe (primera división, en la cual jugó por última vez en la temporada 2014/15.

## Palmarés
- Copa Federación de UAE: 1

2010/11
- Copa de la Liga UAE: 1

2013
- Copa Presidente UAE: 1

2015/16